# David Foulis (1710-1773)
Pour les articles homonymes, voir David Foulis.
David Foulis, né le 8 octobre 1710 à Woodhall (Lincolnshire), et mort en 1773, est un compositeur et médecin anglais.

## Biographie
David Foulis, né le 8 octobre 1710, est le second des deux fils et quatre filles de William Foulis (1674-1737) de Woodhall, un avocat, et de sa seconde épouse, Helen Hepburn. David Foulis a étudié la médecine à l'Université d'Edimbourg sous Alexandre Monro.